# أوستاب ستيكيو
أوستاب ستيكيو لاعب كرة قدم أوكراني ويحمل أيضا الجنسية الكندية معتزل كان يجيد اللعب في خط الوسط . شارك في مباراة دولية واحدة مع منتخب كندا في سنة 1957 وسجل فيها هدفه الدولي الوحيد .